# Hugang (socken i Kina, lat 34,39, long 114,68)
Hugang (kinesiska: 湖岗, 湖岗乡) är en socken i Kina. Den ligger i provinsen Henan, i den centrala delen av landet, omkring 100 kilometer sydost om provinshuvudstaden Zhengzhou. Antalet invånare är 35 235. Befolkningen består av 17 724 kvinnor och 17 511 män. Barn under 15 år utgör 24,0 %, vuxna 15-64 år 66 %, och äldre över 65 år 8,0 %.
Genomsnittlig årsnederbörd är 833 millimeter. Den regnigaste månaden är juli, med i genomsnitt 193 mm nederbörd, och den torraste är januari, med 4 mm nederbörd.